# Ilex apiensis
Ilex apiensis är en järneksväxtart som beskrevs av S. Andrews. Ilex apiensis ingår i släktet järnekar, och familjen järneksväxter. Inga underarter finns listade i Catalogue of Life.